# Андреевское сельское поселение (Атяшевский район)
Андреевское се́льское поселе́ние — упразднённое муниципальное образование в Атяшевском районе Мордовии Российской Федерации.
Административный центр — село Андреевка.

## История
Статус и границы сельского поселения установлены Законом Республики Мордовия от 28 декабря 2004 года № 116-З «Об установлении границ муниципальных образований Атяшевского муниципального района, Атяшевского муниципального района и наделении их статусом сельского поселения, городского поселения и муниципального района».
Упразднено в 2019 году с включением всех населённых пунктов в Козловское сельское поселение.

## Население
| 2002 | 2010 | 2012 | 2013 | 2014 | 2015 | 2016 |
| ---- | ---- | ---- | ---- | ---- | ---- | ---- |
| 469  | ↘335 | ↘319 | ↘297 | ↘293 | ↘279 | ↘267 |
| 2017 | 2018 | 2019 |      |      |      |      |
| ↘258 | ↗266 | ↘253 |      |      |      |      |

## Состав сельского поселения
| № | Населённый пункт | Тип населённого пункта | Население |
| - | ---------------- | ---------------------- | --------- |
| 1 | Андреевка        | село                   | ↘253      |